# Nova ricorrente
Una nova ricorrente è un tipo particolare di nova, caratterizzata da esplosioni che si ripetono nel tempo. Si tratta di nana bianche (sigla inglese WD) sulla cui superficie si accumula periodicamente l'idrogeno proveniente da un disco di gas alimentato da una compagna, innescando episodi di fusione nucleare. Alle novae ricorrenti viene attribuita la sigla RNe dall'inglese Recurrent Novae, a volte vengono usate anche le sigle NRA, quando la stella compagna è una gigante, e NRB, quando la compagna non è una gigante .

## Caratteristiche generali
Le novae sono fenomeni esplosivi che avvengono in un sistema stellare binario: la stella principale è una nana bianca su cui cade materiale proveniente dalla stella secondaria, che può essere di vari tipi. Il materiale proveniente dal lobo di Roche della stella secondaria va a costituire ed alimentare un disco di accrescimento attorno alla stella principale ad un ritmo dell'ordine del decimilionesimo di massa solare all'anno e, sotto l'azione dell'intensa forza gravitazionale della nana bianca, cade episodicamente sulla superficie di quest'ultima acquisendo un'energia cinetica sufficiente a raggiungere temperature così elevate da dare origine a reazioni termonucleari sulla superficie della nana bianca, reazioni che in una stella avvengono normalmente solo nel suo nucleo.
Questo processo si può ripetere per migliaia di volte ad intervalli irregolari compresi tra 1.000 e 100.000 anni, ma in un ristretto numero di sistemi stellari questo processo può ripetersi ad intervalli più brevi, da alcuni anni a decine di anni: le novae che grazie a questa cadenza più frequente sono state osservate più di una volta sono chiamate novae ricorrenti. La potenza delle loro esplosioni è in media leggermente minore di quelle delle novae classiche. Questa definizione di nova ricorrente è condizionata fortemente dal punto di visto antropico derivante dalle osservazioni astronomiche umane che sono necessariamente limitate nel tempo e solo molto recentemente l'astronomia ha raggiunto un livello tale da poter ipotizzare quali delle novae finora osservate possono appartenere al gruppo delle novae ricorrenti.

## Sottoclassi
Le novae ricorrenti vengono suddivise in tre sottoclassi, le U Sco, le RS Oph e le T Pyxidis. Le tre sottoclassi derivano da un diverso svolgimento dell'esplosione, che varia in base a vari fattori, i principali dei quali sono costituiti dal tipo della stella secondaria, dalla sua distanza dalla primaria, dalla quantità della massa espulsa e dalla sua velocità durante l'esplosione.
Alle U Sco appartengono: U Sco, V394 CrA, V2487 Oph, YY Dor, LMC V1341 e LMC V3958.
Alle RS Oph appartengono: RS Oph, T CrB, V745 Sco, V3890 Sgr e M31 V1055.
Alle T Pyxidis appartengono: T Pyx, CI Aql e IM Nor.

## Novae ricorrenti nella nostra galassia
La tabella seguente riporta l'elenco delle novae ricorrenti conosciute nella nostra galassia e i dati più salienti delle loro esplosioni:
| Nome      | Ascensione Retta (2000.0) | Declinazione (2000.0) | Magnitudine apparente al picco massimo | Magnitudine tra due esplosioni | Anni delle esplosioni                                            | Fonti                |
| --------- | ------------------------- | --------------------- | -------------------------------------- | ------------------------------ | ---------------------------------------------------------------- | -------------------- |
| RS Oph    | 17 H 50 M 13,202 S        | -06° 42' 28,48"       | 4,8a                                   | 11,0a                          | 1898, 1907, 1933, 1945, 1958, 1967, 1985, 2006, 2021             | [ 10 ]               |
| U Sco     | 16 H 22 M 30,80 S         | -17° 52' 43,2"        | 7,1a                                   | 17,6a                          | 1863, 1906, 1917, 1936, 1945, 1969, 1979, 1987, 1999, 2010, 2022 | [ 10 ] [ 11 ] [ 12 ] |
| V394 CrA  | 18 H 00 M 25,97 S         | -39° 00' 35,1"        | 7,2a                                   | 18,4a                          | 1949, 1987                                                       | [ 10 ]               |
| T CrB     | 15 H 59 M 30,161 S        | +25° 55' 12,59"       | 2,5a                                   | 9,8a                           | 1866, 1946                                                       | [ 10 ]               |
| V745 Sco  | 17 H 55 M 22,27 S         | -33° 14' 58,5"        | 9,4a                                   | 18,6a                          | 1897, 1937, 1989, 2014                                           | [ 10 ] [ 13 ] [ 14 ] |
| V3890 Sgr | 18 H 30 M 43,28 S         | -24° 01' 08,9"        | 8,1a                                   | 15,5a                          | 1962, 1990, 2019                                                 | [ 10 ] [ 15 ]        |
| V2487 Oph | 17 H 31 M 59,8 S          | -19° 13' 56"          | 9,5a                                   | 17,3a                          | 1900, 1998                                                       | [ 10 ]               |
| CI Aql    | 18 H 52 M 03,57 S         | -01° 28' 39,4"        | ≈ 8,0a                                 | 16,7a                          | 1917, 1941, 2000                                                 | [ 10 ] [ 16 ]        |
| T Pyx     | 09 H 04 M 41,50 S         | -32° 22' 47,5"        | 6,4a                                   | 15,5a                          | 1890, 1902, 1920, 1944, 1967, 2011                               | [ 10 ] [ 17 ]        |
| IM Nor    | 15 H 39 M 26,465 S        | -52° 19' 17,99"       | 8,5a                                   | 18,3a                          | 1920, 2002                                                       | [ 10 ]               |

## Caratteristiche fisiche
La stella primaria è in genere una nana bianca massiccia con una massa vicina al limite di Chandrasekhar, tra 1,2 e 1,4 masse solari; la formazione di tale tipo di stella sarebbe favorito dalla nascita in nebulose costituite di materiale a basso indice di metallicità. L'evoluzione successiva delle novae potrebbe dare origine a supernove di tipo Ia.
La tabella seguente riporta le caratteristiche fisiche delle novae ricorrenti della nostra galassia.
| Nome      | Sottoclasse | Massa solare della stella principale | Tipo della stella secondaria | Periodo orbitale          | Fonti                            |
| --------- | ----------- | ------------------------------------ | ---------------------------- | ------------------------- | -------------------------------- |
| RS Oph    | RS Oph      | 1,37                                 | Gigante rossa (M2III)        | 453,6 giorni              | [ 3 ] [ 5 ] [ 18 ] [ 19 ]        |
| U Sco     | U Sco       | 1,37                                 | Nana rossa (K2 IV)           | 1,23 giorni               | [ 4 ] [ 5 ] [ 20 ] [ 21 ]        |
| V394 CrA  | U Sco       | 1,37                                 | Nana rossa (K)               | 1,51568 giorni            | [ 4 ] [ 5 ] [ 18 ]               |
| T CrB     | RS Oph      | 1,37                                 | Gigante rossa (M3 III)       | 227,57 giorni             | [ 3 ] [ 5 ] [ 18 ] [ 19 ] [ 22 ] |
| V745 Sco  | RS Oph      | 1,35                                 | Gigante rossa (M6 III)       | 510 ± 20 giorni           | [ 5 ] [ 18 ] [ 21 ]              |
| V3890 Sgr | RS Oph      | 1,35                                 | Gigante rossa (M5 III)       | 519,7 ± 0,3 giorni        | [ 5 ] [ 18 ] [ 21 ]              |
| V2487 Oph | U Sco       | 1,35                                 | Nana rossa                   | 0,753 ± 0.016 giorni      | [ 5 ] [ 23 ] [ 24 ]              |
| CI Aql    | T Pyx       | 1,2                                  | Nana rossa (K-M IV)          | 0,618355 giorni           | [ 4 ] [ 5 ] [ 16 ] [ 21 ]        |
| T Pyx     | T Pyx       | ≈ 1,2                                | Nana rossa                   | 0,076 giorni (1,8295 ore) | [ 4 ] [ 5 ] [ 18 ] [ 17 ]        |
| IM Nor    | T Pyx       |                                      | Nana rossa                   | 0,1025 giorni (2,46 ore)  | [ 4 ] [ 8 ] [ 25 ]               |

## Possibili novae ricorrenti della nostra galassia
Per le loro caratteristiche alcune novae, di cui si è finora osservata una sola esplosione, sono ritenute essere possibili novae ricorrenti:
| Nome        | Ascensione Retta (2000.0) | Declinazione (2000.0) | Magnitudine apparente al picco massimo | Magnitudine tra due esplosioni | Possibile sottoclasse di appartenenza | Anno dell'esplosione | Fonti                      |
| ----------- | ------------------------- | --------------------- | -------------------------------------- | ------------------------------ | ------------------------------------- | -------------------- | -------------------------- |
| V0529 Ori   | 05 H 58 M 20,14 S         | +20° 15' 45,4"        | ? (1667) 6 (1678)                      |                                |                                       | 1667 1678            | [ 27 ]                     |
| DI Lac      | 22 H 35 M 48,48 S         | +52° 42' 59,7"        | 14,7                                   |                                |                                       | 1910                 | [ 21 ] [ 28 ]              |
| EU Sct      | 18 H 56 M 13,12 S         | -04° 12' 32,3"        | 8,4                                    |                                |                                       | 1949                 | [ 21 ] [ 29 ]              |
| V1172 Sgr   | 17 H 50 M 23,66 S         | -20° 40' 29,9"        | 9,0                                    |                                | RS Oph ?                              | 1951                 | [ 30 ] [ 31 ]              |
| V3645 Sgr   | 18 H 35 M 49,31 S         | -18° 41' 44,3"        | 13,4                                   |                                |                                       | 1970                 | [ 32 ] [ 33 ]              |
| V838 Her    | 18 H 46 M 31,56 S         | +12° 14' 00,7"        | 5,3                                    | 19,1                           | U Sco ?                               | 1991                 | [ 34 ]                     |
| V4444 Sgr   | 18 H 07 M 36,20 S         | -27° 20' 13,2"        | 8,6                                    |                                |                                       | 1999                 | [ 35 ]                     |
| V2275 Cyg   | 21 H 03 M 02,00 S         | +48° 45' 52,9"        | 6,6 V                                  | 18,8 R 19,6 B                  |                                       | 2001                 | [ 36 ] [ 37 ]              |
| V2491 Cyg   | 19 H 43 M 01,96 S         | +32° 19' 13,8"        | 7,7                                    | ≈ 18                           | U Sco                                 | 2008                 | [ 4 ] [ 38 ] [ 39 ] [ 40 ] |
| V1721 Aql   | 19 H 06 M 28,58 S         | +07° 06' 44,3"        | 14,0                                   |                                | U Sco                                 | 2008                 | [ 41 ] [ 30 ]              |
| V2672 Oph   | 17 H 38 M 19,72 S         | -26° 44' 13,7"        | 10,0                                   |                                | U Sco                                 | 2009                 | [ 6 ]                      |
| KT Eri      | 04 H 47 M 54,21 S         | -10° 10' 43,1"        | 8,1                                    | 14,8                           | U Sco                                 | 2011                 | [ 6 ] [ 26 ] [ 42 ] [ 43 ] |
| V392 Persei | 04 H 43 M 21,40 S         | +47° 21' 25,87"       | 5,6 V                                  | 17,0-17,5 V                    | U Sco ?                               | 2018                 | [ 44 ] [ 45 ]              |

## Novae ricorrenti in altre galassie
Alcune novae ricorrenti sono state scoperte anche in galassie vicine. I seguenti sono elenchi incompleti:

## Novae ricorrenti nellaGrande Nube di Magellano(LMC)
| Nome               | Ascensione Retta (2000.0) | Declinazione (2000.0) | Magnitudine apparente al picco massimo                                     | Magnitudine tra due esplosioni | Possibile sottoclasse di appartenenza | Anni delle esplosioni | Fonti                                                          |
| ------------------ | ------------------------- | --------------------- | -------------------------------------------------------------------------- | ------------------------------ | ------------------------------------- | --- | -------------------------------------------------------------- |
| YY Dor (LMC V4622) | 05 H 56 M 42,42 S         | -68° 54' 34,8"        | 1937 10,8a 2004 10,8a                                                      | 19,5a                          | U Sco                                 | 1937 (N LMC 1937-11a) 2004 (N LMC 2004-10a)                                                                                        | [ 6 ] [ 46 ] [ 47 ] [ 48 ]                                     |
| LMC V1341          | 05 H 09 M 58,28 S         | -71° 39' 51,5"        | 1968 10,9a 1990 11,2a 2002 10,1a V 2010 11,7a 2016 > 11,5a 2020 13,7a 2024 | ≈ 19a 19,7a V                  | U Sco                                 | 1968 (N LMC 1968) 1990 (N LMC 1990 b) 2002 (N LMC 2002-02a) 2010 (N LMC 2010-11a) 2016 (N LMC 2016-01a) 2020 (N LMC 2020-05a) 2024 | [ 49 ] [ 50 ] [ 51 ] [ 52 ] [ 53 ] [ 54 ] [ 55 ] [ 56 ] [ 57 ] |
| LMC V3958          | 05 H 40 M 44,2 S          | -66° 40' 11,6"        | 1971 13,0a 2009 10,6a                                                      | ?                              |                                       | 1971 (N LMC 1971 b) 2009 (N LMC 2009 a)                                                                                            | [ 6 ] [ 58 ] [ 59 ] [ 60 ]                                     |
| OGLE-2018-NOVA-01  | 05 H 13 M 32,71 S         | -68° 38' 00,4"        | 1996 12,4a 2018 11,0a                                                      | 21,5                           |                                       | 1996 (N LMC 1996) 2018 (LMCN 2018-02a)                                                                                             | [ 61 ] [ 62 ] [ 63 ] [ 64 ] [ 65 ]                             |

## Novae ricorrenti dellaGalassia di Andromeda(M31)
| Nome          | Ascensione Retta (2000.0) | Declinazione (2000.0) | Magnitudine apparente al picco massimo                                     | Magnitudine tra due esplosioni | Anni delle esplosioni | Fonti                              |
| ------------- | ------------------------- | --------------------- | -------------------------------------------------------------------------- | ------------------------------ | --- | ---------------------------------- |
| M31 V0865     | 00 H 42 M 38,37 S         | +41° 08' 45,8"        | 1923 17,5a 2012 17,1a 2021 17,3a                                           | ?                              | 1923 (M31N 1923-12c) 2012 (M31N 2012-01b) 2021 (M31N 2021-07a)                                                                | [ 66 ] [ 67 ] [ 68 ]               |
| M31 V0964     | 00 H 42 M 55,63 S         | +41° 14' 12,5"        | 1953 17,7a 1960 16,9a 2013 15,2a 2019 16,7a                                | ?                              | 1953 (M31N 1953-11a) 1960 (M31N 1960-12a) 2013 (M31N 2013-05b) 2019 (M31N 2019-07a)                                           | [ 69 ] [ 70 ]                      |
| M31 V0979     | 00 H 42 M 57,74 S         | +41° 08' 12,1"        | 1963 17,8 1968 17,3 2001 18,1 2010 17,8 2015 17,85 (R) 2020 16,7           | ?                              | 1963 (M31N 1963-09c) 1968 (M31N 1968-09a) 2001 (M31N 2001-07b) 2010 (M31N 2010-10e) 2015 (M31N 2015-10c) 2020 (M31N 2020-11b) | [ 71 ] [ 72 ] [ 73 ] [ 74 ] [ 75 ] |
| M31 V1055     | 00 H 43 M 19,49 S         | +41° 13' 45,9"        | 1969 16,4a 2007 16,1a                                                      | ?                              | 1969 (M31N 1969-08a) 2007 (M31N 2007-12b)                                                                                     | [ 70 ] [ 26 ] [ 38 ]               |
| M31N 1997-11k | 00 H 42 M 39,59 S         | +41° 09' 04,0"        | 1997 ? 2001 18,7a 2009 18,3a 2021 18,7a                                    | ?                              | 1997 (M31N 1997-11k) 2001 (M31N 2001-12b) 2009 (M31N 2009-11b) 2021 (M31N 2021-08a)                                           | [ 78 ]                             |
| M31N 2013-10c | 00 H 43 M 09,54 S         | +41° 15' 39,9"        | 2013 ∼ 16 (R) 2023 ∼ 16 (R)                                                | ?                              | 2013 (M31N 2013-10c) 2023 (M31N 2023-11f)                                                                                     | [ 79 ] [ 80 ] [ 81 ]               |
| M31N 2017-01e | 00 H 44 M 10.72 S         | + 41° 54' 22.1"       | 2012 18,67 2014 17,9 (R) 2017 ∼ 17,8 2019 ∼ 17,8 2022 ∼ 17,7 2024 17,8 (R) | 20,74-22,27                    | 2012 (M31N 2012-01c) 2014 (M31N 2014-06c) 2017 (M31N 2017-01e) 2019 (2019-09d) 2022 (2022-03d) 2024 (M31N 2024-08c)           | [ 82 ] [ 83 ] [ 84 ] [ 85 ] [ 86 ] |